# Hammond Ciesar All-Americans 1938-1939
La stagione 1938-39 degli Hammond Ciesar All-Americans fu la 2ª nella NBL per la franchigia.
Gli Hammond Ciesar All-Americans arrivarono quarti nella Western Division con un record di 4-24, non qualificandosi per i play-off.

## Roster
| N° | Naz.                   | Ruolo | Sportivo        | Anno | Alt. | Peso |
| -- | ---------------------- | ----- | --------------- | ---- | ---- | ---- |
|    | Stati Uniti (bandiera) | GA    | Lou Boudreau    | 1917 | 180  | 77   |
|    | Stati Uniti (bandiera) | AC    | Joe Sotak       | 1914 | 188  | 95   |
|    | Stati Uniti (bandiera) | AC    | Vince McGowan   | 1913 | 198  | 94   |
|    | Stati Uniti (bandiera) | G     | Ed Campion      | 1915 | 188  | 86   |
|    | Stati Uniti (bandiera) | AC    | Nick Yost       | 1915 | 193  | 100  |
|    | Stati Uniti (bandiera) | GA    | Joe Stack       | 1912 | 178  | 84   |
|    | Stati Uniti (bandiera) | AC    | Johnny Townsend | 1916 | 193  | 94   |
|    | Stati Uniti (bandiera) | G     | Tommy Nisbet    | 1916 | 178  | 75   |
|    | Stati Uniti (bandiera) | G     | John Wooden     | 1910 | 178  | 83   |
|    | Stati Uniti (bandiera) | AC    | Nick Hashu      | 1917 | 185  | 88   |
|    | Stati Uniti (bandiera) | A     | Robert Kessler  | 1914 | 183  | 75   |
|    | Stati Uniti (bandiera) | A     | James           |      |      |      |
|    | Stati Uniti (bandiera) | A     | Bill Wendt      | 1915 | 191  | 82   |
|    | Stati Uniti (bandiera) | AC    | Pick Dehner     | 1914 | 196  | 86   |
|    | Stati Uniti (bandiera) | AC    | Bob McElliott   | 1915 |      |      |
|    | Stati Uniti (bandiera) | A     | Bill Perigo     | 1911 | 183  | 82   |
|    | Stati Uniti (bandiera) | A     | Boris           |      |      |      |
|    | Stati Uniti (bandiera) | AC    | Jack Thornton   | 1914 | 196  | 91   |
|    | Stati Uniti (bandiera) | G     | Vince Oliver    | 1915 | 178  | 82   |
|    | Stati Uniti (bandiera) | G     | Brown           |      |      |      |
|    | Stati Uniti (bandiera) | A     | Steve Fowdy     | 1915 | 188  | 82   |
|    | Stati Uniti (bandiera) | A     | Willett         |      |      |      |
|    | Stati Uniti (bandiera) | G     | Sicky           |      |      |      |

## Staff tecnico
Allenatore: Whitey Wickhorst